# Orxeta
Orxeta és un municipi de la comarca de la Marina Baixa, al País Valencià. Amb 812 habitants segons l'INE del 2022.

## Geografia
Situat en el vessant marítim del Prebètic valencià, al sud dels contraforts de la Serra d'Aitana, Orxeta, pertanyent a la Marina Baixa, posseïx un relleu muntanyós, accidentat per les serres d'Orxeta i de Relleu; entre ambdós discorre el riu Sella que confluïx, encara dins del terme, amb el riu de la Vila per a formar el pantà del mateix nom, en el límit amb el municipi de La Vila Joiosa.
Des d'Alacant, s'accedix a esta localitat per l'AP-7 o la N-332 prenent després la CV-770 a l'altura de La Vila Joiosa.

### Barris i pedanies
En el terme municipal d'Orxeta es troben també els següents nuclis de població:
- L'Olivar.
- Urbanització Bella Orxeta.
- El Collao.

### Localitats limítrofes
Limita amb els termes municipals d'Aigües i El Campello, a la comarca de l'Alacantí; i Finestrat, Relleu, Sella i La Vila Joiosa, a la comarca de la Marina Baixa.

## Història
Després de la conquesta del lloc per Jaume I, la comunitat islàmica, fundadora del nucli urbà més antic, va ser sotmesa, i les seues terres i alqueries van passar posteriorment a ser administrades per l'Orde de Sant Jaume.
En 1270 Jaume I donava Orxeta a Berenguela Alfons. Després de sufocar la revolta dels musulmans de les terres del sud del Regne de València, el 8 d'abril de 1276 Jaume I perdonava als d'Orxeta i Polop, permetent-los tornar a les seues terres sempre que se sotmeteren a la seua obediència, així mateix, per mitjà dels seus senyors els atorgava les condicions per al seu manteniment en les esmentades alqueries.
En 1322 el cavaller Bernat de Sarrià, no tenint hereus legítims, cedia a l'infant Pere, fill de Jaume II, totes les seues possessions, entre les que figurava el lloc d'Orxeta. Amb posterioritat, va passar a les mans de l'Orde de Santiago en el de les quals poder es va mantindre fins al segle xix.
Va ser lloc de moriscos, registrant-se el 1609 una xifra de 150 cases, segons el Cens de Caracena. L'aplicació del decret d'expulsió va suposar un considerable impacte demogràfic i econòmic, com ho demostra el fet que anys més tard, el 1646, es van registrar únicament 45 cases. L'1 de gener de 1613 Geroni Ferrer, comanador de la comanda d'Orxeta de l'orde de Santiago atorgava nova carta de poblament al dit lloc, que confirmava el rei Felip III el 24 d'agost del mateix any.
Fins a 1707 Orxeta va formar part de la governació de Xàtiva (ultra Xucorum), des de llavors i fins a 1833 va pertànyer a la d'Alcoi.

## Demografia
El major creixement demogràfic va tindre lloc en el segle xviii: entre 1715 i 1794, la població va passar de 274 a 1.003 habitants. Des de llavors, la població va seguir clarament a la baixa: en 1860 tenia 895 habitants; en 1930, 776; en 1999 tan sols 429. No obstant això, la proximitat d'importants nuclis turístics ha servit per a atraure un important turisme d'interior estacionari, creixent de manera vertiginosa la població des del 2003. Segons el cens del 2014, Orxeta té 875 habitants. La taula següent arreplega l'evolució demogràfica del poble al llarg de l'època estadística: 
| Evolució demogràfica d'Orxeta | Evolució demogràfica d'Orxeta | Evolució demogràfica d'Orxeta | Evolució demogràfica d'Orxeta | Evolució demogràfica d'Orxeta | Evolució demogràfica d'Orxeta | Evolució demogràfica d'Orxeta | Evolució demogràfica d'Orxeta | Evolució demogràfica d'Orxeta | Evolució demogràfica d'Orxeta | Evolució demogràfica d'Orxeta | Evolució demogràfica d'Orxeta | Evolució demogràfica d'Orxeta | Evolució demogràfica d'Orxeta | Evolució demogràfica d'Orxeta | Evolució demogràfica d'Orxeta | Evolució demogràfica d'Orxeta | Evolució demogràfica d'Orxeta | Evolució demogràfica d'Orxeta | Evolució demogràfica d'Orxeta |      |      |  |
|                               | 1857                          | 1887                          | 1900                          | 1910                          | 1920                          | 1930                          | 1940                          | 1950                          | 1960                          | 1970                          | 1981                          | 1991                          | 2000                          | 2005                          | 2006                          | 2007                          | 2008                          | 2009                          | 2010                          | 2011 | 2012 |  |
| ----------------------------- | ----------------------------- | ----------------------------- | ----------------------------- | ----------------------------- | ----------------------------- | ----------------------------- | ----------------------------- | ----------------------------- | ----------------------------- | ----------------------------- | ----------------------------- | ----------------------------- | ----------------------------- | ----------------------------- | ----------------------------- | ----------------------------- | ----------------------------- | ----------------------------- | ----------------------------- | ---- | ---- |  |
| Població                      | 791                           | 845                           | 832                           | 862                           | 748                           | 776                           | 648                           | 648                           | 552                           | 476                           | 447                           | 509                           | 427                           | 718                           | 719                           | 758                           | 830                           | 870                           | 875                           | 898  | 921  |  |

## Economia
La seua economia es basava en l'agricultura. Les principals produccions agràries del municipi durant els segles xviii i xix eren els cereals, els ametlers, els garrofers, la vinya i les fruites, sent La Vila Joiosa el principal mercat de les seues fruites i farines. Des de finals del segle xix, els cítrics van anar substituint els altres cultius, amb un destacable nombre de tarongers i llimeres. S'està desenvolupant el sector turístic, encara que amb dificultats pels projectes d'urbanitzacions massives (com n'és un projecte d'un camp de golf a l'horta) per la seua proximitat a zones turístiques com Benidorm o Altea.

## Política i govern

### Composició de la Corporació Municipal
El Ple de l'Ajuntament està format per 7 regidors. En les eleccions municipals de 26 de maig de 2019 foren elegits 6 regidors del Partit Socialista del País Valencià (PSPV-PSOE) i 1 del Partit Popular (PP).
| Eleccions municipals de 26 de maig de 2019 - Orxeta                                                                            |                                          |                                     |                                     |      |          |          |
| Candidatura | Candidatura                              | Candidatura                         | Cap de llista                       | Vots | Vots     | Regidors |
| | Partit Socialista del País Valencià-PSOE |                                     | José Vicente Ferriz Soriano         | 291  | 77,19%   | 6 ()     |
| | Partit Popular                           |                                     | Beatriz Luengo Pérez-Hickman        | 51   | 13,53%   | 1 ()     |
| | Altres candidatures                      |                                     |                                     | 21   | 5,57%    | 0        |
| | Vots en blanc                            |                                     |                                     | 14   | 3,71%    |          |
| Total vots vàlids i regidors                                                                                                   | Total vots vàlids i regidors             | Total vots vàlids i regidors        | Total vots vàlids i regidors        | 377  | 100 %    | 7        |
| | Vots nuls                                | Vots nuls                           | Vots nuls                           | 19   | 4,80%    |          |
| Participació (vots vàlids més nuls)                                                                                            | Participació (vots vàlids més nuls)      | Participació (vots vàlids més nuls) | Participació (vots vàlids més nuls) | 396  | 61,59%** |          |
| Abstenció | Abstenció                                | Abstenció                           | Abstenció                           | 247* | 38,41%** |          |
| Total cens electoral | Total cens electoral                     | Total cens electoral                | Total cens electoral                | 643* | 100 %**  |          |
| Alcalde: José Vicente Ferriz Soriano (PSPV) (15/06/2019) Per majoria absoluta dels vots dels regidors                          |                                          |                                     |                                     |      |          |          |
| Fonts: JEC, JEZ Alacant, M. Interior, Periòdic Ara. (* No són vots sinó electors. ** Percentatge respecte del cens electoral.) |                                          |                                     |                                     |      |          |          |

### Alcaldia
Des de 2011 l'alcalde d'Orxeta és José Vicente Ferriz Soriano, del Partit Socialista del País Valencià (PSPV-PSOE).
| Període                       | Alcalde o alcaldessa        | Partit polític | Data de possessió | Observacions |
| ----------------------------- | --------------------------- | -------------- | ----------------- | ------------ |
| 1979–1983                     | Vicente Llinares Sellés     | UCD            | 19/04/1979        | --           |
| 1983–1987                     | Vicent Llinares Sellés      | PSPV-PSOE      | 28/05/1983        | --           |
| 1987–1991                     | Vicent Llinares Sellés      | PSPV-PSOE      | 30/06/1987        | --           |
| 1991–1995                     | Vicent Llinares Sellés      | PSPV-PSOE      | 15/06/1991        | --           |
| 1995–1999                     | Vicent Llinares Sellés      | PSPV-PSOE      | 17/06/1995        | --           |
| 1999–2003                     | Vicent Llinares Sellés      | PSPV-PSOE      | 03/07/1999        | --           |
| 2003–2007                     | Vicent Llinares Sellés      | PSPV-PSOE      | 14/06/2003        | --           |
| 2007–2011                     | Vicent Llinares Sellés      | PSPV-PSOE      | 16/06/2007        | --           |
| 2011–2015                     | José Vicente Férriz Soriano | PSPV-PSOE      | 11/06/2011        | --           |
| 2015–2019                     | José Vicente Férriz Soriano | PSPV-PSOE      | 13/06/2015        | --           |
| 2019-2023                     | José Vicente Férriz Soriano | PSPV-PSOE      | 15/06/2019        | --           |
| Des de 2023                   | n/d                         | n/d            | 17/06/2023        | --           |
| Fonts: Generalitat Valenciana |                             |                |                   |              |

## Monuments i llocs d'interés
- Ruïnes del castell musulmà. Edifici d'interés històric i arquitectònic. A la serra d'Orxeta es mantenen les ruïnes d'una antiga torre musulmana de vigilància.
- Església parroquial de Sant Jaume Apòstol. Edifici d'interés religiós i arquitectònic. Església del poble, situada a la plaça (Plaça Dr. Ferràndiz), recentment restaurada.
- Ermita de Sant Tomàs. Edifici d'interés religiós i arquitectònic. Ermita a la part superior del poble, en honor del patró d'Orxeta "Sant Tomàs", sobre la qual hi ha una llegenda a propòsit de la seua construcció en temps de sequera amb aigua abastida per un miracle de Sant Tomàs.
- Llavador municipal. Antic llavador municipal de la localitat, que encara es conserva amb la seua recent restauració.
- Font Dels Banyets. Font nascuda al terme municipal d'Orxeta, de la qual s'abastix tot el poble i a més arriba fins al nucli urbà, on es pot gaudir de la seua aigua.
- L'estret del riu de la Vila. Lloc d'interés natural i esportiu. Pas del riu de la Vila per la Serra Travessa (Serra de Relleu) formant un barranc.
- Pantà de la Vila. Lloc d'interés natural i esportiu. Pantà del riu de la Vila que es troba al límit entre la Vila Joiosa i Orxeta. Actualment s'ha desenvolupat el sector esportiu de la pesca d'aigua dolça al pantà.
- Cova de la Serra d'Orxeta. Lloc d'interés natural i esportiu. Cova que es forma a la Serra d'Orxeta. Existixen diferents senders per a arribar gaudint dels paisatges de la costa i la Serra d'Aitana.
- Piscina i instal·lacions esportives. Lloc d'interés esportiu i d'oci. Piscina municipal oberta als mesos d'estiu tots els dies, s'utilitza com a lloc d'oci o de diferents activitats esportives, junt a un gimnàs municipal.
- Casal del Fester "La Fàbrica". Edifici municipal destinat per a l'organització de diferents actes festius a la planta baixa, i amb diferents despatxos i lloc de lectura i connexió a internet a la primera planta.
- Ajuntament. Casa consistorial situada a la plaça Dr. Ferràndiz de la localitat.

## Cultura i Associacions
Existixen algunes associacions al poble com ara:
- Societat Musical Lira Orxetana. Entitat musical amb una gran trajectòria històrica que s'encarrega de promoure la cultura musical al poble; compta amb una banda de música i també una escola de música.
- Associació de Jubilats i Pensionistes. Associació de jubilats i pensionistes del poble amb un gran nombre d'abonats encarregats d'organitzar diversos actes.
- Societat de Caçadors. Unió d'abonats que s'organitzen per a la pràctica de la caça al poble.
- Associació Horta d'Orxeta. Associació que naix amb l'objectiu de protegir la gran zona d'horta al poble, davant el perill de l'aprovada urbanització de la zona per part del consistori municipal.
- Comissió de Festes. Associació de totes les penyes festeres del poble amb la finalitat de l'organització de les Festes Patronals de Setembre, a més de les diferents festes al llarg de l'any.
- Associació de Boixets. Unió de membres que practiquen el passatemps dels boixets al poble i col·laboren amb diferents trobades arreu de la comarca.
- Ames de casa. Unió d'ames de casa del poble per a crear diferents tallers o actes d'oci.

- Col·legi: Comprén estudis des de l'etapa infantil fins a finals de primària.

## Festes
- Festes Patronals. Se celebren el penúltim cap de setmana de setembre (del dijous al dilluns) en honor de Sant Tomàs de Villanueva i Sant Nazari, i duren cinc dies. Comencen el dijous amb la desfilada de disfresses que recorre totes les penyes d'amics. El divendres, la festa es troba a la plaça del poble, on es du a terme una revetla després d'haver baixat el Sant Tomàs de la seua ermita. El dissabte continua la festa, i després d'una processó al sant del dia, Sant Tomàs, s'ambienta el poble amb la revetla musical i el castell de focs artificials. El diumenge la festa fa honor al Sant del dia, Sant Natzari. I, per acabar, dilluns es viu com el dia dels jocs per als xiquets a la plaça i el tradicional concurs de paelles, acabant la festa amb la pujada del Sant Tomàs a la seua ermita per acomiadar-se d'ell fins a l'any següent.

- Festes de Nadal. Durant els dies de Nadal el poble d'Orxeta també viu diferents festes els dies rellevants. La Nit de Nadal es fa una festa amb tot el poble al local del fester, que també es fa a la Nit de Cap d'Any després d'haver-se menjant el raïm a la plaça, davant del campanar del poble. I, per acabar, se celebra la cavalcada dels reis i el repartiment dels regals als xiquets pels Reis d'Orient.

- Pasqua. Així és com s'anomena la festa de la Setmana Santa al poble d'Orxeta. Comença amb el tradicional Diumenge de Rams, on es beneïxen tots els rams de la gent a la creu del poble, se seguix amb la Processó del Sant Enterrament el Divendres Sant i per a acabar el Diumenge de Ressurrecció es realitza l'encontre. Esta és una particularitat del poble, ja que se celebra la processó anomenada de "Les Pixeres", on els hòmens fan un trajecte amb la Mare De Déu, cantant una peculiar cançó, alegre i desfogada que comença així: "Pixeres i Caritats Mare De Déu, Mare De Déu!/ On aneu Mare De Déu...", i les dones realitzen altre trajecte amb el Jesús Ressuscitat i la Banda de Música "Lira Orxetana"; per acabar, els dos grups es troben i es du a terme un cant en Llatí per una dona del poble, i contestant totes les altres. Quan ja ha passat tot l'encontre, les dos processons juntes tornen a la plaça. Per acabar la Pasqua es fa el berenar el diumenge de vesprada i el dilluns de Pasqua amb la tradicional "Mona de Pasqua" on és costum gaudir d'un dia de camp.

- Festes de Sant Isidre. El cap de setmana més pròxim al 15 de maig. Com a bon poble agricultor, també se celebren ací les festes en honor del patró dels llauradors, Sant Isidre, en les quals els xiquets es visten de llauradors i es duen en ofrena al sant fent una desfilada de carrosses amb els tractors engalanats pels carrers del poble. Eixa tradició ha sigut recuperada, ja que havia desaparegut.
- Fira del Vi. Fira gastronòmica destinada a tots aquells productes típics de la zona (cítrics, oli, vi, embotits, etc.). Se celebra en el pont de la puríssima (entre el 8 i 10 de desembre). El 2011 va ser el primer any a dur-se a terme, però gràcies a l'afluència de gent que va rebre el poble, ha quedat consolidada, amb el seu mercat medieval i la col·laboració de tots els veïns engalanant el poble.

## Gastronomia
Són menjars típics del poble el "Putxero i pilotes", també dites ací tarongetes (pilotes de carn amb sopa), també la "coca de verdures" i la "coca de tonyina", com també la "coca de molletes", a més de la "coca a la calda" i la típica "paella de conill". Quant als menjars dolços, és típica la "coca dolça d'ametles".
Cal dir que es realitza un concurs de coques anual a l'estiu, ja que és el menjar més típic de la localitat, en la que es premia a la millor, així com el tradicional concurs de paelles a les festes patronals, també premiant la millor.

## Personatges destacats
- Àngel Llorca (1866-1942). Mestre i pedagog renovador de l'Escola Pública. Considerat com un dels impulsors de la renovació pedagògica al servei de l'Escola Pública i de les classes socials més desfavorides.